# Thierre Di Castro
Thierre Di Castro Garrito (ur. 25 grudnia 1978 w Rio Claro) – brazylijski aktor, model i zwycięzca 2010 Model Universe.

## Życiorys
Urodził się w Rio Claro, w stanie São Paulo, w Brazylii. Był siatkarzem plażowym. Wygrał tytuł Model Universe Championships 2010 w Miami. W 2010 przeniósł się do Hollywood, gdzie rozwinął owocną karierę modela. W ciągu zaledwie jednego miesiąca po przeprowadzce, Di Castro znalazł się w kampanii Zoosk i Old Navy. Pojawił się na ponad 50. okładkach magazynów, w tym „Men’s Health” (w kwietniu 2006). Brał udział w setkach pokazów mody w Rio de Janeiro, Paryżu, Mediolanie, Nowym Jorku, Londynie i Los Angeles i reklamach telewizyjnych.

## Życie prywatne
Jest w związku z Tatianą Monteiro.

## Wybrana filmografia

### Seriale Tv
- 1999: Un posto al sole jako Marcello
- 2001: Amor E Ódio jako Alex
- 2002: A Pequena Travessa jako Roberto
- 2010: Chuck jako włoski kelner
- 2011: Cała prawda (The Whole Truth) jako Wspaniały Człowiek
- 2012: Niepokorni (Shameless) jako Marco
- 2012: Szczęśliwi rozwodnicy (Happily Divorced) jako Ramon
- 2013: Go On jako Marco
- 2013: Niepokorni (Shameless) jako Marco

### Filmy fabularne
- 2008: Mistrz (Redbelt) jako Bar Patron
- 2011: Accidentally in Love jako pielęgniarz
- 2011: Head Over Spurs in Love jako cowboy Poker
- 2013: Eliksir miłości (Lovestruck: The Musical) jako kierowca limuzyny